# MTK Budapest
Pour l’article homonyme, voir MTK.
Le MTK Budapest est un club omnisports hongrois évoluant dans la ville de Budapest. Le club comporte de nombreuses sections sportives dont le football, le basket-ball, le tennis de table.

## Tennis de table
- Vainqueur de la Coupe d'Europe Nancy-Evans féminine en 1982, 1983, 1984, 1988, 1989 et 1990
- Finaliste de la Coupe d'Europe des Clubs Champions féminine en 1992
- Finaliste de la Coupe d'Europe Nancy-Evans féminine en 2001